# Freddy Terwagne
Freddy Terwagne (Amay, 26 maart 1925 - Luik, 15 februari 1971) was een Belgisch politicus voor de PSB en stichtend lid van de Mouvement populaire wallon (MPW).

## Levensloop
Terwagne werd geboren in een familie van onderwijzers. Tijdens de Tweede Wereldoorlog doorliep hij de Grieks-Latijnse humaniora aan het Koninklijk Atheneum van Hoei, waar hij na het voltooien van zijn middelbare studies ingeschreven bleef om te ontsnappen aan de door de bezetter ingestelde verplichte tewerkstelling. Vanaf september 1942 was hij actief in het verzet, in het Geheim Leger.
Na het einde van de oorlog ging Terwagne rechten studeren aan de Universiteit Luik. Om zijn studies te bekostigen werkte hij als loopjongen bij de socialistische krant La Wallonie. In die jaren werd hij ook actief bij de Socialistische Jonge Wacht en de Socialistische Studenten, die hij voorzat. In 1949 behaalde hij zijn diploma als doctor in de rechten, waarna hij stage liep op het kantoor van de socialistische volksvertegenwoordiger Georges Housiaux en actief werd als advocaat.
Voor de PSB werd Terwagne in 1952 verkozen tot gemeenteraadslid van Amay, waar hij van 1959 tot 1970 schepen was. Na de gemeenteraadsverkiezingen van 1970 werd hij begin 1971 burgemeester van de gemeente, tot hij kort nadien overleed. Ondertussen groeide hij uit tot een van de leidinggevende figuren van de socialistische federatie van het arrondissement Hoei-Borgworm en in 1958 werd hij voor dit arrondissement verkozen tot lid van de Kamer van volksvertegenwoordigers, waar hij bleef zetelen tot aan zijn overlijden. Als Kamerlid zetelde hij in de commissies Buitenlandse Betrekkingen, Justitie en Financiën en in 1965 lag hij aan de basis van de nieuwe wetgeving rond jeugdbescherming. 
Terwagne was een overtuigde wallingant en was van 1955 tot 1971 lid van het Bestendig Comité van het Waals Nationaal Congres. In 1956 richtte hij samen met Jacques Yerna, André Renard en François Perin de Waalsgezinde krant La Gauche op en in 1961, ten tijde van de stakingen tegen de Eenheidswet, was hij medeoprichter van de Waalsgezinde drukkingsgroep Mouvement populaire wallon. In de jaren daarna behoorde hij samen met figuren als André Cools en Ernest Glinne tot de Waalsgezinde rebellen binnen de socialistische Kamerfractie, die zich bijvoorbeeld verzetten tegen de overheveling van de Voerstreek naar Vlaanderen en voorstanders waren van het federalisme. Toen de PSB in december 1964 lidmaatschap van de partij onverenigbaar maakte met dat van de MPW, bleef Terwagne trouw aan de partij
Van 1968 tot aan zijn dood was hij samen met Leo Tindemans minister van Communautaire Betrekkingen in de regering-G. Eyskens IV. In die hoedanigheid lag hij aan de basis van de in juli 1970 goedgekeurde wet-Terwagne, die de basis vormde voor de gewestvorming en economische decentralisatie van België. Ook werkte hij mee aan de totstandkoming van de grondwetsherziening van 1970, die het begin vormde van de omvorming van België tot een federale staat. Door het hoge werkritme van de regering verwaarloosde Terwagne echter zijn gezondheid en kreeg hij problemen met de bloedsomloop, die hem in februari 1971 fataal werden.